# ガンビア川

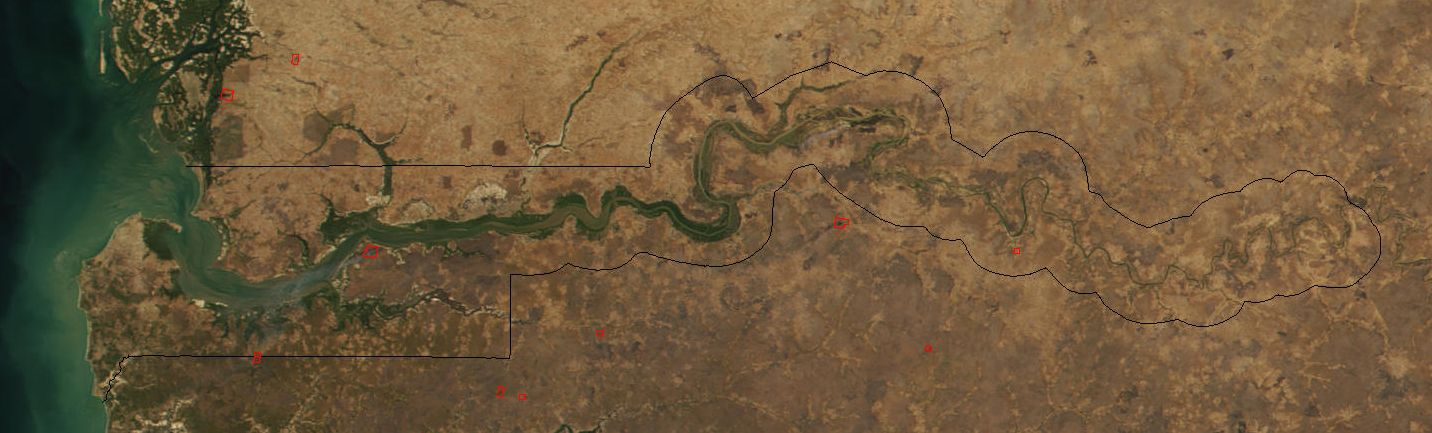
宇宙から見たガンビア川西部。線はガンビア国境を示す。

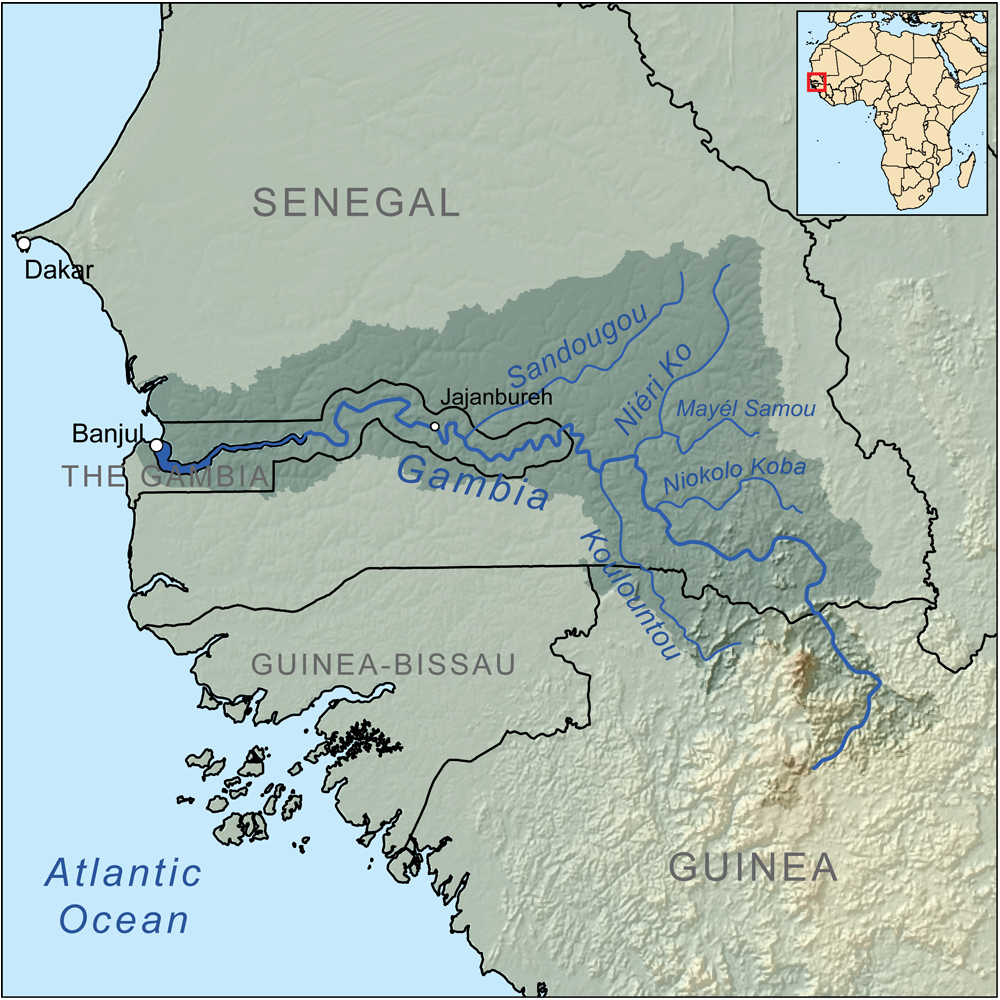
流域図

ガンビア川（ガンビアがわ、英語:Gambia River、フランス語: Fleuve Gambie）は、アフリカ西部を流れる河川である。下流部分の半分以上とその両岸からなるガンビアでこの川はよく知られている。

## 地理
ギニア北部のフータ・ジャロン高原から西に向かい、バンジュール市の大西洋まで1130キロメートル（700マイル）を流れる。そのうちの約半分ほどが渡航可能である。フータ・ジャロンから北西に、セネガルのタンバクンダ州、ニョコロ＝コバ国立公園を流れ、ニエリ・コ川（Niéri Ko）、クルントゥ川と合流した後、ファトトでガンビアに入る。ここから西へ流れるが、いくつもの三日月湖を通りながらコースをくねらせ、河口から100キロメートルほどのところから徐々に川幅が広がり、海へ流れる頃には10キロメートルを超える。
ジュフレ近くの河口付近に奴隷貿易に使われた場所で現在国際連合教育科学文化機関に世界遺産として登録されているクンタ・キンテ島が、内陸部にジャンジャンブレア島がある。
上流域の氾濫原に森林、サバナが多く、Oxytenanthera abyssinica、アフリカオウギヤシなどが生えており、ライオン、チンパンジー、リカオン、レイヨウなどの哺乳類、カモ、トキ類、猛禽類、サイチョウ科などの鳥類およびニシキヘビなどの爬虫類、そして多くの種類の両生類と魚類が生息している。河口に近い下流部にはボタンマングローブ、アメリカヒルギ、ハリソンヒルギ、カズザキヒルギ、アフリカヒルギダマシ、ホワイトマングローブからなるマングローブ、塩性湿地と干潟が発達しており、川およびその周辺にはヨザキスイレン、ヒロハフサマメノキなどの植物が生え、アフリカマナティー、ヒョウ、ツメナシカワウソ、ニシアカコロブス（特に亜種のPiliocolobus badius temminckii）などが生息している。ギニアの水源地付近およびクルントゥ川の水源地付近を含むバディアル国立公園一帯、そして下流部のガンビア中西部にあるボロンの多いバオ・ボロン湿地保護区、河口南側のバンジュール西部のタンビ湿地複合体および河口北側のニウミ国立公園はラムサール条約登録地である。なお、ニウミ国立公園はサルーム川河口のサルーム・デルタのすぐ南側に隣接している。
ガンビア川の運んでくる砂はガンビアの重要な輸出品であるが、砂の過剰採掘により河床が下がってきている。そのため満潮時に海水が逆流して農耕地に流れ込むようになっている。

## 小説『ルーツ』でのガンビア川
アフリカ系アメリカ人の作家、アレックス・ヘイリーが発表した小説『ルーツ』は、彼自身のアメリカの家族史をアフリカまで辿る物語である。そこではガンビア川が一つの手がかりとして登場する。
小説によると、ヘイリーは一族のルーツを辿るにつき、彼の一族が世代から世代へと伝えていった言葉の一つである「カンビ・ボロンゴ（Kamby Bolongo）」に目を付けた。彼は「ボロンゴ」がマンディンカ語で「動く水」または「川」という意味であると突き止め、その言葉がガンビア川を意味するのではと予測する。彼がガンビア川北岸のジュフレを訪れたとき、マンディンカ語にはgの音素がなく、川の名前を「ガンビア」ではなく「カンビヤ」と発音する一族の語り部によって彼の理論はついに証明される。
小説が後にテレビドラマ化され、人気を博すと、ガンビアへ探求の旅を楽しむ旅行者が増えるなどアフリカ系アメリカ人社会へ大きく影響を及ぼした。